# Asperula neglecta
Asperula neglecta là một loài thực vật có hoa trong họ Thiến thảo. Loài này được Guss. mô tả khoa học đầu tiên năm 1826.